# Paolo Rossi
Paolo Rossi (Prato, Toscana, 23 de septiembre de 1956-Siena, 9 de diciembre de 2020) fue un futbolista italiano que jugaba de delantero. Lideró a Italia en la consecución del Campeonato del mundo FIFA 1982, anotando 6 goles, para ganar la Bota de Oro como máximo goleador, y el Balón de Oro como mejor jugador del torneo. Rossi es uno de los cuatro únicos jugadores que han ganado los tres premios en una Copa del Mundo, junto con Garrincha en 1962, Mario Kempes en 1978 Rossi también fue galardonado con el Balón de Oro 1982 como futbolista europeo del año por sus actuaciones. Junto con Roberto Baggio y Christian Vieri, es el máximo goleador de Italia en la historia de la Copa del Mundo. Se formó como futbolista en el Cattolica Virtus de Florencia y en la Juventus.

## Biografía

### Primeros años
Paolo Rossi comienza a jugar al fútbol en la San Michelle Cattolica Virtus, una pequeña sociedad toscana de la cual forma parte hasta los 11 años. Con 16 años lo ficha la Juventus como juvenil. Sale cedido a Como Calcio de Italia, debutando allí en 1976, ese mismo año lo ceden al Lanerossi Vicenza.
El entrenador del Vicenza, Fabri, decidió ponerlo como delantero centro debido a las lesiones que sufría el delantero titular, y Rossi no pudo responder mejor, ya que en su primera temporada ganó la Bota de Oro de la Serie B italiana. Con el ascenso del Vicenza, Rossi no empeoró su rendimiento, marcando 24 y 15 goles en sus dos siguientes temporadas en la Serie A.

### Mundial de Argentina 1978
En esa época a fines de 1977 Enzo Bearzot vio sus formidables cualidades y a pesar de no haber jugado las eliminatorias, Rossi entonces con 21 años, recibió su primera llamada a la selección italiana y fue convocado para el Mundial 1978 ya con la "Nazionale" clasificada. En el mundial argentino fue la figura de los "Azzurri", gracias a su habilidad, rapidez y ambición, anotando 3 goles y haciendo una gran dupla de ataque con Bettega. Italia fue semifinalista llevándose el cuarto lugar del torneo y Rossi a raíz de sus destacadas actuaciones con la "azzurra", fue escogido como uno de los mejores jugadores del torneo. Su presente y futuro se avistaba brillante con Italia.

### EscándaloTotonero
En 1979 y con el descenso del Vicenza a la Serie B, firmaría con el Perugia, siendo ya uno de los delanteros más en forma de toda Europa. En 1980, estalló el escándalo en Italia conocido como Totonero y donde Rossi fue indicado como uno de los apostadores, donde el AC Milan y el SS Lazio fueron descendidos a la Serie B y Rossi fue inhabilitado por dos años de la práctica del fútbol profesional. Rossi siempre defendió su inocencia y afirmaba ser víctima de una conjura contra él.

### Mundial de España 1982
Rossi regresó justo a tiempo para el Mundial 1982, aunque se criticó su falta de forma física, Bearzot, que ya lo conocía del Mundial '78 creía ciegamente en él y en su olfato goleador, y sería la respuesta a una Italia compacta y competitiva pero carente de gol. En los tres primeros partidos de la fase de grupos, Rossi no anotó e Italia obtuvo sólo 3 puntos, merced a 3 empates y apenas 2 goles, clasificando segundo detrás de Polonia y solo por gol average dejó fuera a Camerún. La prensa italiana afirmaba que Rossi parecía un "fantasma" sobre el campo de juego, pero el entrenador Enzo Bearzot confiaba a muerte en Pablito Rossi como el delantero titular de la selección, y no lo defraudaría. 
En la segunda fase, en el cuarto partido tuvo a mal traer a la defensa de Argentina y aunque no anotó, si fue pieza fundamental en la victoria de 2-1. En el quinto partido lo mejor de su carrera estaba por venir, para este rápido e intuitivo delantero, un hat-trick monumental de Rossi sirvió para dejar fuera del mundial a la mejor selección del torneo hasta ese momento: la favorita y poderosa Brasil de Sócrates, Zico, Falcão y Eder ganando 3-2, en uno de los mejores partidos de la historia de la Copa del Mundo. En semifinales del campeonato siguió imparable, un doblete suyo sirvió para eliminar a la dura y efectiva Polonia por 2-0, y en la gran final, Rossi abrió el marcador de cabeza en el 3-1 que Italia le endosó a Alemania Federal para ganar el campeonato mundial y ser el goleador del torneo con 6 goles. 
El momento de gloria de Paolo Rossi había llegado por fin, después de muchos momentos difíciles en su carrera. Ese mismo año fue elegido Balón de Oro europeo.

### Juventus FC
Tras el Mundial 1982 (donde Rossi fue la principal figura de Italia), Rossi firmó por la Juventus de Turín, donde ganó dos Scudettos, una Copa de Italia, una Recopa de Europa, una Supercopa de Europa y una Copa de Europa donde la "Juve" formó uno de los mejores equipos de su historia junto a muchos compañeros de la selección y a estrellas de la talla de Platini y Boniek. Tras su etapa juventina, donde tuvo un rendimiento irregular, Rossi firmó por el AC Milan.

### Últimos años y muerte
En 1985, Rossi firmó por el Milan. Aunque solo permaneció una temporada con el club de San Siro, Rossi dejó buenos momentos, como los dos goles que le anotó al Inter de Milán. En 1986 sería convocado para jugar en el Mundial 1986, pero no pudo jugar ningún partido debido a una lesión. Después del Mundial, Rossi fichó con el Hellas Verona, donde tuvo un paso fugaz y de poca relevancia, retirándose en 1987 a los 31 años.
Después de su retirada como futbolista profesional, Rossi trabajó regularmente como comentarista televisivo experto en Sky Sport Italia, Mediaset Premium y Rai Sport, hasta su muerte.
Murió en Siena el 9 de diciembre de 2020 a la edad de 64 años, a consecuencia de un cáncer de pulmón. Fue enterrado en el cementerio municipal de Perugia. 
En la lista confeccionada por la FIFA y Pelé en marzo de 2004, Rossi fue incluido entre los 100 mejores futbolistas del siglo XX, junto a 13 italianos más: Roberto Baggio, Franco Baresi, Giuseppe Bergomi, Giampiero Boniperti, Gianluigi Buffon, Alessandro Del Piero, Giacinto Facchetti, Paolo Maldini, Alessandro Nesta, Gianni Rivera, Francesco Totti, Christian Vieri y Dino Zoff.

## Selección nacional
Fue internacional con la selección de fútbol de Italia en 48 oportunidades, marcando 20 goles. Participó en los mundiales de 1978, 1982 (en el que fue campeón, máximo goleador con 6 tantos y nombrado el mejor jugador del torneo) y 1986 donde no jugó ningún partido por lesión.

### Participaciones en Copas del Mundo
| Mundial                        | Sede      | Resultado        | Partidos | Goles |
| ------------------------------ | --------- | ---------------- | -------- | ----- |
| Copa Mundial de Fútbol de 1978 | Argentina | Cuarto lugar     | 7        | 3     |
| Copa Mundial de Fútbol de 1982 | España    | Campeón          | 7        | 6     |
| Copa Mundial de Fútbol de 1986 | México    | Octavos de final | 0        | 0     |

## Clubes
A continuación se listan los clubes en los que jugó.
| Club                | País   | Año         |
| ------------------- | ------ | ----------- |
| Juventus F. C.      | Italia | 1973 - 1975 |
| Calcio Como         | Italia | 1975 - 1976 |
| Vicenza Calcio      | Italia | 1976 - 1977 |
| Perugia Calcio      | Italia | 1978 - 1981 |
| Juventus F. C.      | Italia | 1981 - 1985 |
| A. C. Milan         | Italia | 1985 - 1986 |
| Hellas Verona F. C. | Italia | 1986 - 1987 |

## Estadísticas

### Clubes
| Club                         | Div.                | Temporada           | Liga  | Liga  | Copas nacionales(1) | Copas nacionales(1) | Torneos internacionales(2) | Torneos internacionales(2) | Total | Total | Media goleadora(3) |
| Club                         | Div.                | Temporada           | Part. | Goles | Part.               | Goles               | Part.                      | Goles                      | Part. | Goles | Media goleadora(3) |
| ---------------------------- | ------------------- | ------------------- | ----- | ----- | ------------------- | ------------------- | -------------------------- | -------------------------- | ----- | ----- | ------------------ |
| Juventus F. C. · Italia      | 1.ª                 |                     |       |       |                     |                     |                            |                            |       |       |                    |
| Juventus F. C. · Italia      | 1.ª                 | 1973-74             | —     | —     | 1                   | 0                   | —                          | —                          | 1     | 0     | 0                  |
| Juventus F. C. · Italia      | 1.ª                 | 1974-75             | —     | —     | 2                   | 0                   | —                          | —                          | 2     | 0     | 0                  |
| Juventus F. C. · Italia      | 1.ª                 | 1981-82             | 3     | 1     | —                   | —                   | —                          | —                          | 3     | 1     | 0.33               |
| Juventus F. C. · Italia      | 1.ª                 | 1982-83             | 23    | 7     | 11                  | 5                   | 9                          | 6                          | 43    | 18    | 0.42               |
| Juventus F. C. · Italia      | 1.ª                 | 1983-84             | 30    | 13    | 7                   | 0                   | 9                          | 2                          | 46    | 15    | 0.33               |
| Juventus F. C. · Italia      | 1.ª                 | 1984-85             | 27    | 3     | 6                   | 2                   | 10                         | 5                          | 43    | 10    | 0.23               |
| Juventus F. C. · Italia      | Total club          | Total club          | 83    | 24    | 27                  | 7                   | 28                         | 13                         | 138   | 44    | 0.32               |
| Calcio Como · Italia         | 1.ª                 |                     |       |       |                     |                     |                            |                            |       |       |                    |
| Calcio Como · Italia         | 1.ª                 | 1975-76             | 6     | 0     | —                   | —                   | —                          | —                          | 6     | 0     | 0                  |
| Calcio Como · Italia         | Total club          | Total club          | 6     | 0     | 0                   | 0                   | 0                          | 0                          | 6     | 0     | 0                  |
| Vicenza Calcio · Italia      | 2.ª                 |                     |       |       |                     |                     |                            |                            |       |       |                    |
| Vicenza Calcio · Italia      | 2.ª                 | 1976-77             | 36    | 21    | 6                   | 2                   | —                          | —                          | 42    | 23    | 0.55               |
| Vicenza Calcio · Italia      | 1.ª                 | 1977-78             | 30    | 24    | 4                   | 2                   | —                          | —                          | 34    | 26    | 0.76               |
| Vicenza Calcio · Italia      | 1.ª                 | 1978-79             | 28    | 15    | 3                   | 2                   | 1                          | 0                          | 32    | 17    | 0.53               |
| Vicenza Calcio · Italia      | Total club          | Total club          | 94    | 60    | 13                  | 6                   | 1                          | 0                          | 108   | 66    | 0.61               |
| Perugia Calcio · Italia      | 1.ª                 |                     |       |       |                     |                     |                            |                            |       |       |                    |
| Perugia Calcio · Italia      | 1.ª                 | 1979-80             | 28    | 13    | 4                   | 0                   | 4                          | 1                          | 36    | 14    | 0.39               |
| Perugia Calcio · Italia      | Total club          | Total club          | 28    | 13    | 4                   | 0                   | 4                          | 1                          | 36    | 14    | 0.39               |
| A. C. Milan · Italia         | 1.ª                 |                     |       |       |                     |                     |                            |                            |       |       |                    |
| A. C. Milan · Italia         | 1.ª                 | 1985-86             | 20    | 2     | 3                   | 1                   | 3                          | 0                          | 26    | 3     | 0.12               |
| A. C. Milan · Italia         | Total club          | Total club          | 20    | 2     | 3                   | 1                   | 3                          | 0                          | 26    | 3     | 0.12               |
| Hellas Verona F. C. · Italia | 1.ª                 |                     |       |       |                     |                     |                            |                            |       |       |                    |
| Hellas Verona F. C. · Italia | 1.ª                 | 1986-87             | 20    | 4     | 7                   | 3                   | —                          | —                          | 27    | 7     | 0.26               |
| Hellas Verona F. C. · Italia | Total club          | Total club          | 20    | 4     | 7                   | 3                   | 0                          | 0                          | 27    | 7     | 0.26               |
| Total en su carrera          | Total en su carrera | Total en su carrera | 251   | 103   | 54                  | 17                  | 36                         | 14                         | 341   | 134   | 0.39               |

## Palmarés

### Campeonatos nacionales
| Título      | Equipo         | Sede   | Año     |
| ----------- | -------------- | ------ | ------- |
| Serie B     | Vicenza Calcio | Italia | 1976-77 |
| Serie A     | Juventus F. C. | Italia | 1981-82 |
| Copa Italia | Juventus F. C. | Italia | 1982-83 |
| Serie A     | Juventus F. C. | Italia | 1983-84 |

### Campeonatos internacionales
| Título                 | Equipo              | Sede    | Año     |
| ---------------------- | ------------------- | ------- | ------- |
| Copa Mundial de Fútbol | Selección de Italia | España  | 1982    |
| Recopa de Europa       | Juventus F. C.      | Suiza   | 1983-84 |
| Supercopa de Europa    | Juventus F. C.      | Italia  | 1984    |
| Copa de Europa         | Juventus F. C.      | Bélgica | 1984-85 |

### Distinciones individuales
| Distinción                                           | Año  |
| ---------------------------------------------------- | ---- |
| Máximo goleador de la Serie B                        | 1977 |
| Máximo goleador de la Serie A                        | 1978 |
| Balón de Plata de la Copa Mundial de Fútbol          | 1978 |
| Equipo de las Estrellas de la Copa Mundial de Fútbol | 1978 |
| Bota de Oro de la Copa Mundial de Fútbol             | 1982 |
| Balón de Oro de la Copa Mundial de Fútbol            | 1982 |
| Equipo de las Estrellas de la Copa Mundial de Fútbol | 1982 |
| Balón de Oro                                         | 1982 |
| Once de Oro                                          | 1982 |
| Premio World Soccer al Mejor Jugador del Mundo       | 1982 |
| Máximo goleador de la Copa de Campeones de Europa    | 1983 |
| Golden Foot Legends                                  | 2003 |
| FIFA 100                                             | 2004 |
| Salón de la Fama del Fútbol Italiano                 | 2016 |
| Salón de la Fama del Fútbol Internacional            | 2016 |